# دالیدا خلیل

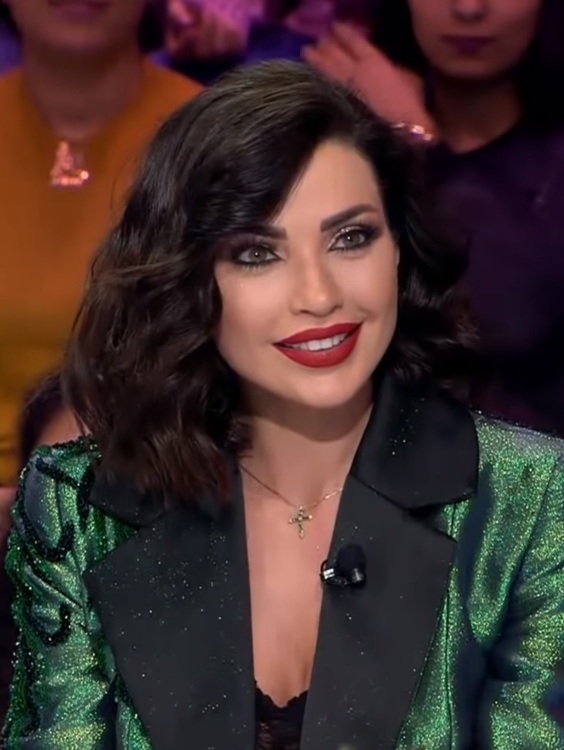
دالیدا خلیل در برنامه ام تی وی لبنان، ۲ ژانویه ۲۰۲۰

دالیدا خلیل (زاده ۱۶ فوریه ۱۹۸۸) بازیگر، خواننده و رقصنده لبنانی است. شروع فعالیت‌های حرفه ای هنری او در سال ۲۰۰۷ بود و بعد از آن آثار او در جهان عرب شناخته شد. از مهمترین آثار او می‌توان به سریال حلوا و کزابا در سال ۲۰۱۳ و سریال حلقه‌های عشق در سال ۲۰۱۵ اشاره کرد. دالیدا خلیل با معرفی نوع جدیدی از بازیگری و غنا بخشیدن به صحنه هنر لبنان و عرب با آثار موفق خود شناخته می‌شود.